# Ringelstein

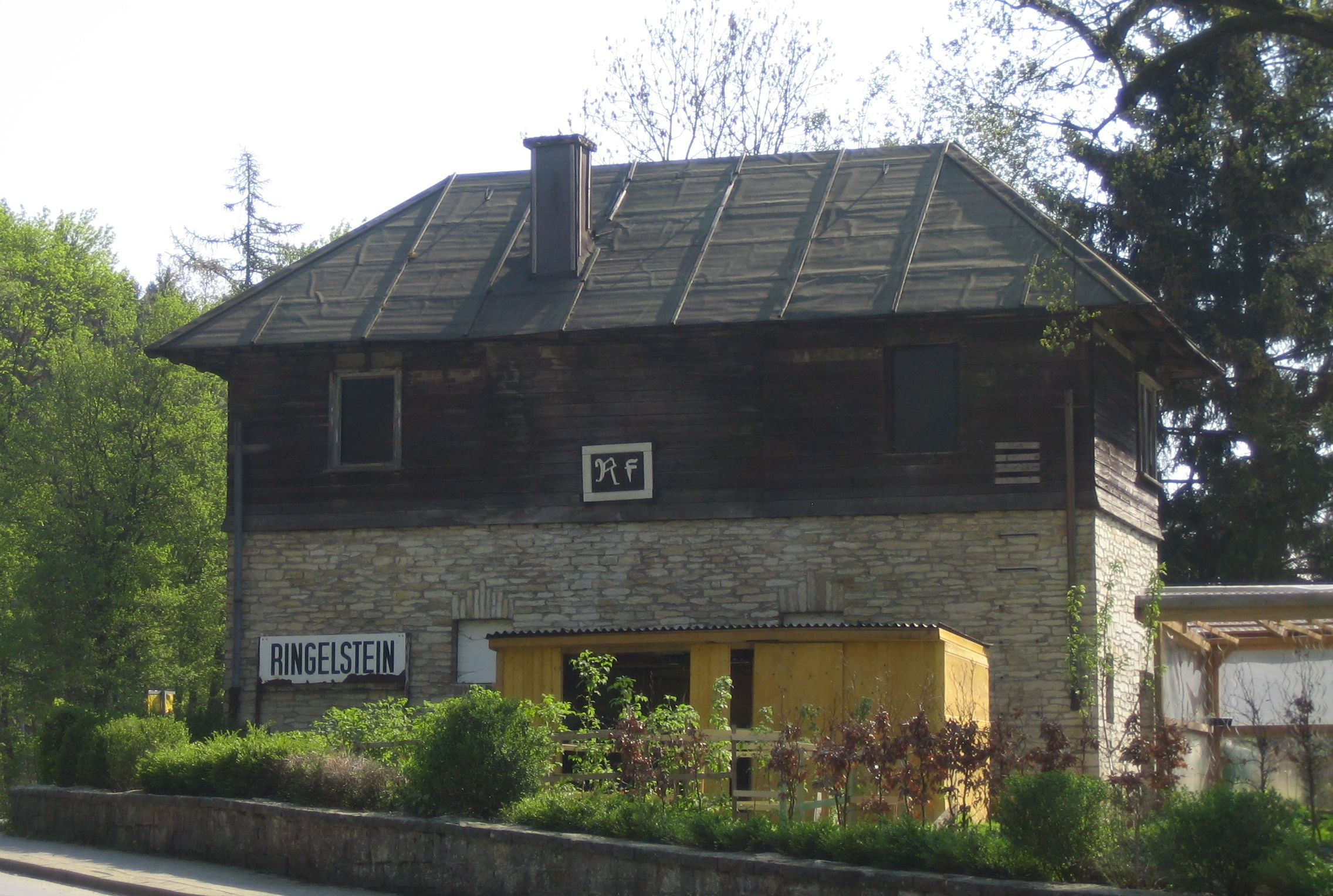
Bahnhof Ringelstein, ehemaliges Stellwerk

Ringelstein gehört zur Ortschaft Harth der Stadt Büren.

Der Ort entstand im Almetal während des Zweiten Weltkriegs als Arbeiter- und Wachsiedlung, als im Ringelsteiner Wald, der sich aus dem Almetal bis auf die Briloner Hochebene hinauf erstreckt, eine Munitionsanstalt an der Eisenbahnstrecke Paderborn–Brilon (Almetal-Bahn) gebaut wurde. 
Das ehemalige Stellwerk wurde zum Ferienhaus umgebaut. Die Fabrik („Muna“ genannt) war eine der größten im damaligen Reichsgebiet. Die Reste der von den Alliierten nach dem Zweiten Weltkrieg gesprengten ehemaligen Lager- und Produktionsstätten sind noch heute im Wald zu finden. Heute nutzt der Munitionszerlegebetrieb des Kampfmittelräumdienstes der Bezirksregierung Arnsberg das Gelände.
In Ringelstein befindet sich heute auch das Jugendwaldheim des Regional-Forstamts Hochstift sowie der Heimatbahnhof der Waldbahn Almetal e. V., die auf der stillgelegten Bahnstrecke mit Schienenbussen einen Ausflugsverkehr anbot.

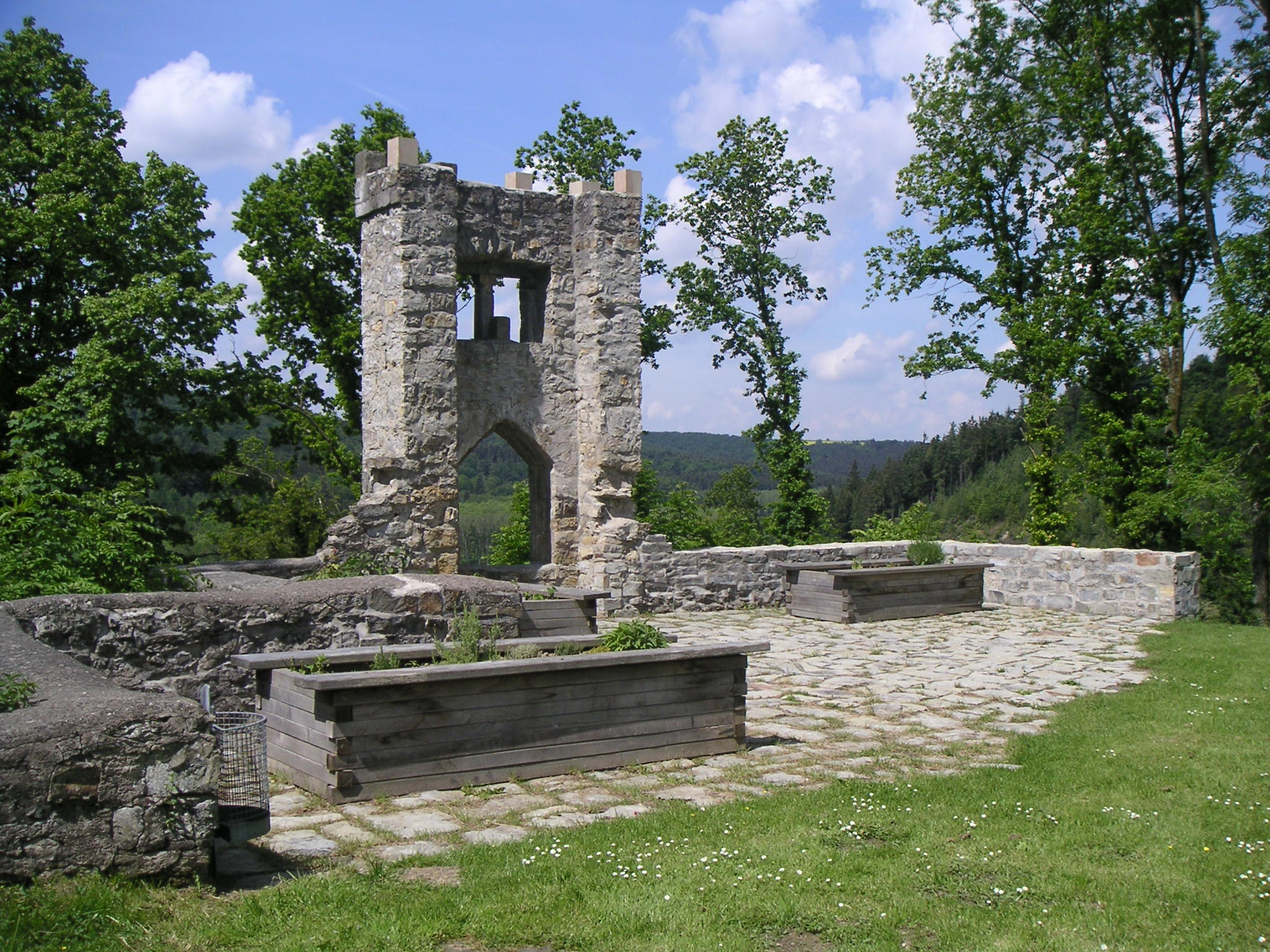
Burgruine Ringelstein, Mauerreste mit Fenster

Die namensgebende Burgruine Ringelstein liegt oberhalb des Tales auf einem Bergkamm und gehört heute zum Gebiet der Ortschaft Harth. In der Burgruine Harth-Ringelstein können die Reste der von den Edelherren von Büren um 1390 erbauten Burg besichtigt werden. Im Dreißigjährigen Krieg war diese Burg Schauplatz zahlreicher Hexenprozesse. So wurden 55 Personen zwischen Dezember 1630 und April 1631 als angebliche Hexen verurteilt und hingerichtet. Zeugnisse dieser Prozesse finden sich im zur Burgruine gehörenden Hexenkeller. Seit Dezember 2005 finden in der Anlage umfangreiche Grabungen statt, die weiter anhalten.
Bei Ringelstein findet sich außerdem der Multhäupter Hammer.

## Einzelbelege
1. ↑  Wohnen in Bahn-Geschichte. westfalen-blatt.de, 16. Januar 2018, abgerufen am 16. Februar 2019.
2. ↑  Kurze Zeittafel der Hexenverfolgung. Stadt Büren, archiviert vom Original (nicht mehr online verfügbar) am 30. Dezember 2014; abgerufen am 30. Dezember 2014.  Info: Der Archivlink wurde automatisch eingesetzt und noch nicht geprüft. Bitte prüfe Original- und Archivlink gemäß Anleitung und entferne dann diesen Hinweis.

Koordinaten: 51° 30′ N, 8° 34′ O